# Aalo
Aalo – miasto w Indiach, w stanie Arunachal Pradesh. W 2011 roku liczyło 20 684 mieszkańców.